# Comuna Șuțești, Brăila
Șuțești (în trecut, și Șuța) este o comună în județul Brăila, Muntenia, România, formată din satele Mihail Kogălniceanu și Șuțești (reședința).

## Așezare
Comuna se află în partea central-vestică a județului, pe malul drept al râului Buzău. Este străbătută de șoseaua națională DN22, care leagă Brăila de Râmnicu Sărat și care, în satul Șuțești, se intersectează cu șoseaua județeană DJ221, drum ce leagă comuna spre sud de Ianca (unde se termină în DN2B) și spre est de Râmnicelu, Gemenele, Romanu și Cazasu (unde se termină în același DN22). Satul de reședință are străzi în semicerc ce pornesc și duc la pădurea Șuțești, aflată în lunca râului.

## Demografie
Componența etnică a comunei Șuțești
     Români (57,01%)
     Romi (34,78%)
     Alte etnii (0%)
     Necunoscută (8,21%)
Componența confesională a comunei Șuțești
     Ortodocși (91,08%)
     Alte religii (0,41%)
     Necunoscută (8,52%)
Conform recensământului efectuat în 2021, populația comunei Șuțești se ridică la 3.945 de locuitori, în scădere față de recensământul anterior din 2011, când fuseseră înregistrați 4.428 de locuitori. Majoritatea locuitorilor sunt români (57,01%), cu o minoritate de romi (34,78%), iar pentru 8,21% nu se cunoaște apartenența etnică. Din punct de vedere confesional, majoritatea locuitorilor sunt ortodocși (91,08%), iar pentru 8,52% nu se cunoaște apartenența confesională.

## Politică și administrație
Comuna Șuțești este administrată de un primar și un consiliu local compus din 13 consilieri. Primarul, Costică Dobre[*], de la Partidul Social Democrat, este în funcție din octombrie 2020. Începând cu alegerile locale din 2024, consiliul local are următoarea componență pe partide politice:
|  | Partid                    | Consilieri | Componența Consiliului | Componența Consiliului | Componența Consiliului | Componența Consiliului | Componența Consiliului | Componența Consiliului | Componența Consiliului | Componența Consiliului |
|  | ------------------------- | ---------- | ---------------------- | ---------------------- | ---------------------- | ---------------------- | ---------------------- | ---------------------- | ---------------------- | ---------------------- |
|  | Partidul Social Democrat  | 8          |                        |                        |                        |                        |                        |                        |                        |                        |
|  | Partidul Național Liberal | 5          |                        |                        |                        |                        |                        |                        |                        |                        |

## Istorie
Își trage numele de la familia Șuțu, care a fost proprietara moșiei. Comuna s-a înființat la 1855, când pe moșie s-au stabilit țărani din Maraloiu, Racovița și Pleșoiu, iar populația satelor deja existente a crescut semnificativ.
La sfârșitul secolului al XIX-lea, comuna făcea parte din plasa Ianca a județului Brăila și era formată din satele Șuțești, Constantinești, Oncea, Sasu, Găgulești, Grigorești și Irimești, cu o populație totală de 3036 de locuitori (dintre care 2054 în satul de reședință). În comună funcționau o moară cu aburi, o școală înființată în 1845 și o biserică zidită de familia Șuțu, în care se afla mormântul marelui logofăt Constantin Șuțu.
În 1925, comuna avea în componență satele Constantinești și Șuțești și cătunul Friguroasa. Cu cei 2303 locuitori ai ei, ea făcea parte din aceeași plasă. În 1931, satul Constantinești a fost rebotezat Mihail Kogălniceanu.
În 1950, comuna a fost inclusă în raionul Făurei din regiunea Galați, iar în 1968 a revenit județului Brăila, în forma sa actuală.

## Monumente istorice
Trei obiective din comuna Șuțești sunt incluse în lista monumentelor istorice din județul Brăila ca monumente istorice de interes local: unul clasificat ca sit arheologic, unul ca monument de arhitectură și unul ca monument funerar sau memorial.
Situl arheologic se află în punctul „Popina”, aflat la 500 m nord-vest de sat, lângă DN22, unde s-a descoperit o așezare datând din perioada Halstatt și atribuită culturii Basarabi. Monumentul de arhitectură este Biserica „Sfinții Împărați Constantin și Elena”, datând din 1842 și aflată în centrul satului Șuțești. În același sat, în fața școlii, se află și monumentul memorial ridicat în 1910, în formă de obelisc, ce comemorează eroii Războiului de Independență al României.

## Personalități născute aici
- Neagu Bratu (n. 1935), sportiv la tir;
- Gabriel Bosoi (n. 1987), fotbalist.